# روي هارت
روي هارت (بالإنجليزية: Roy Hart)‏ (30 مايو 1933 المملكة المتحدة - 1 يونيو 2014 غرب ساسكس المملكة المتحدة) هو لاعب كرة قدم بريطاني سابق كان يلعب كمدافع.